# Abbuoto
L'Abbuoto, noto anche come cecubo (cæcubum in latino) o Aboto, è un vitigno a bacca nera coltivato principalmente nel Lazio. In particolare nei territori di Itri e Fondi.

## Storia
Le sue origini sono antichissime, tanto che il poeta Orazio nell'Ode I,37 lo cita per invitare gli amici a festeggiare, danzare e a bere in occasione della morte di Cleopatra.
 
Prima, nel mentre la regina egiziana tramava contro l'Impero, non era lecito portare fuori dalle cantine degli antenati questo pregiato vino: ma dal momento in cui Cleopatra non rappresenta più una minaccia, ci si può deliziare dell'abbuoto.
Lo stesso Orazio sottolineava che con l'invecchiamento diviene più forte e dolce.
L'abbuoto era originario dell'ager Caecubus, territorio che dall'attuale Formia si estendeva fino alle attuali Fondi e Terracina. Plinio in particolare elogia quello prodotto ad Amyclae, antica città prossima a Sperlonga, poiché qui le viti crescevano in un terreno palustre e venivano sposate ai pioppi.

## Caratteristiche
Vitigno a bacca rossa la cui coltivazione è limitata a pochi ettari nella zona tra Itri, Fondi e Sperlonga.

È caratterizzato da un grappolo medio - grande (intorno ai 300 grammi) con acini dotati di buccia spessa e pruinosa di colore nero violaceo.
Se ne ottiene un vino di medio invecchiamento con gradazione alcolica tra i 13° e i 14°, di colore rosso amaranto, di buon corpo che tende a perdere colore con l'invecchiamento diventando rosato.